# Donátus
Donátus Pécs egyik városrésze a Mecsekoldalban, melynek határai a Csoronika, Bálicsvölgy, Deindol, Makár, Istenkút és Ürög. Területén széles, lapos hátak találhatók, tengerszint feletti magassága 200−300 méter; elhalad mellette az Abaligetre vezető 6604-es út. Központi része az Arany-hegy.

## Nevének eredete
Az itt álló Donátus-kápolnáról kapta a nevét. Szent Donát (népnyelven: Dónát, Dónátus) a szőlősgazdák, szőlőskertek védőszentje. Különösen villámcsapás, jégeső elhárításáért szoktak hozzá könyörögni. Donát vértanú valószínűleg ókeresztény püspök volt. Tiszteletére Pécsett kápolnát szenteltek haranggal együtt és helyi kultusza a jezsuita barokkal függ össze.